# Odete Maria Belo

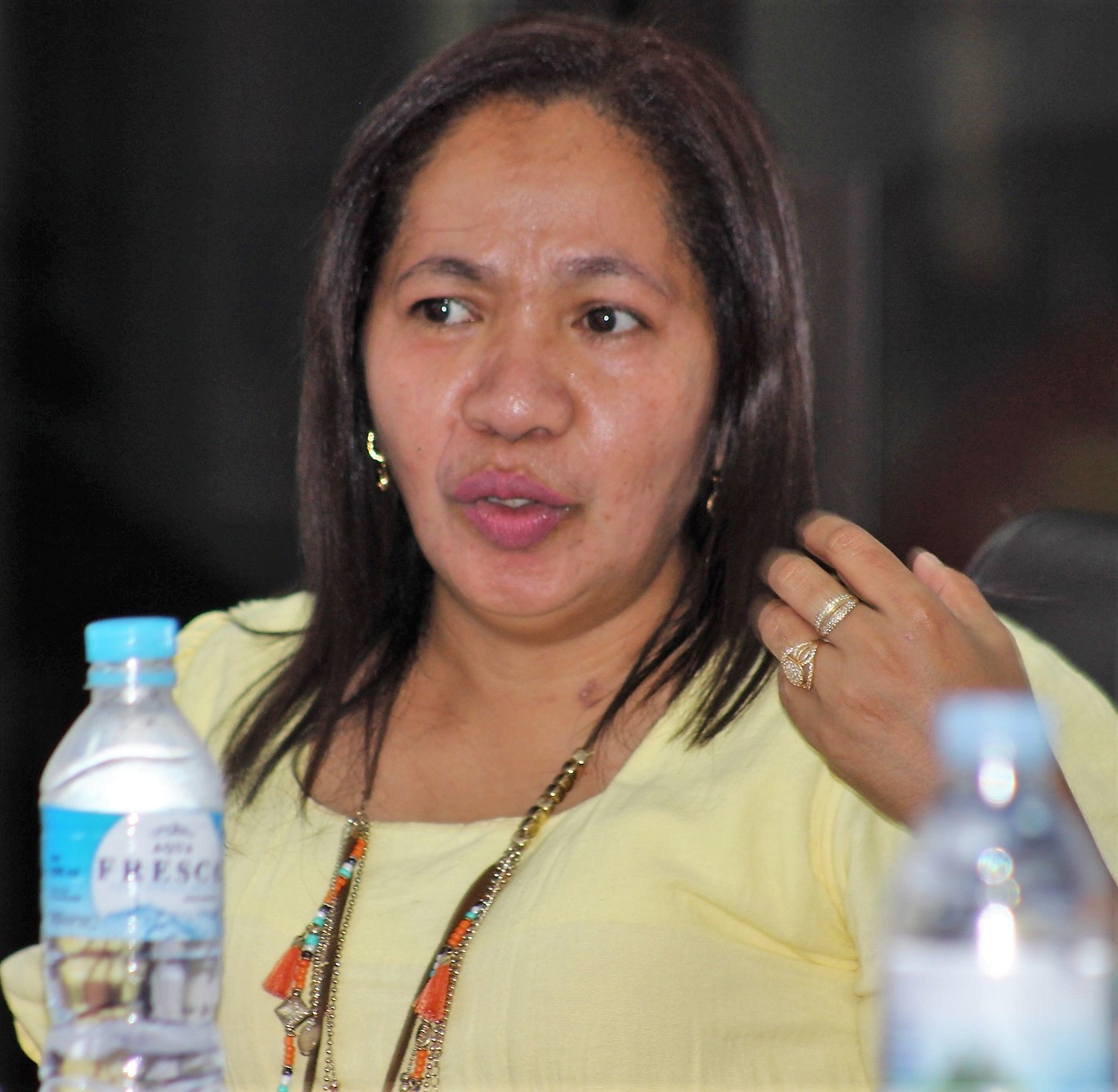
Odete Maria Belo (2023)

Odete Maria Belo (* 10. Oktober 1973 in Baucau, Portugiesisch-Timor) ist eine Beamtin aus Osttimor. Sie führt einen Doktortitel.
Bei der Wahl zur Verfassunggebenden Versammlung Nepals 2013 war Belo Wahlbeobachterin. Im Mai 2014 war sie Mitglied des osttimoresischen, technischen Teams, das in Guinea-Bissau juristische Hilfe für die dortigen Wahlen leistete.
Danach wechselte Belo als Bürochefin in das Staatssekretariat für die Dezentralisierung der Verwaltung (SEDA), das bis 2015 bestand. Ab 2013 war Belo zudem Kommissarin und Vize-Präsidentin der Comissão Nacional de Eleições in Osttimor (CNE). 2016  wurde sie von der Regierung als Kommissarin und 2021 vom Parlament als Sekretärin der CNE für jeweils eine weitere Amtszeit bis 2026 bestätigt. Innerhalb der Kommission ist Belo derzeit für die Hauptstagtgemeinde Dili zuständig.